# Vlag van Parijs
De vlag van Parijs bestaat uit twee even hoge banen tussen de traditionele kleuren van Parijs, blauw en rood, die beide ook voorkomen in het stadswapen. Rood wordt geïdentificeerd met Dionysius van Parijs, blauw met Martinus van Tours.
De kleuren van Parijs zijn de oorsprong van de blauwe en rode strepen in de vlag van Frankrijk, terwijl de witte streep oorspronkelijk de monarchie symboliseerde. De kleuren van de Franse vlag werden als kokarde aangenomen tijdens de vroege stadia van de Franse Revolutie, toen het land nog bezig was een constitutionele monarchie te worden.

## Verwante afbeeldingen

Het wapen van Parijs
Vlag van de burgemeester van Parijs